# Bronze-Röhrling
Der Bronze-Röhrling oder Schwarzhütige Steinpilz (Boletus aereus) ist eine Pilzart aus der Familie der Dickröhrlingsverwandten. Der essbare, aber relativ seltene Dickröhrling wächst in wärmebegünstigten Eichen- und Buchenwäldern. Er wurde von der Deutschen Gesellschaft für Mykologie zum „Pilz des Jahres 2008“ erkoren.

## Merkmale
Der Bronze-Röhrling bildet große, kompakte, zentral gestielte Fruchtkörper mit halbkugeligen bis polsterförmigen, 6–20 cm, in Ausnahmefällen auch bis 25 cm breitem Hut. Der Stiel ist 5–15 cm lang und 2–5 cm stark, dick bauchig bis keulig, seltener im Alter walzenförmig. Die Hutoberseite ist kaffee-, dunkel- bis bronzebraun, bisweilen fast schwarz, häufig mit gelbbraunen Flecken. Besonders jung ist der Hut fein wildlederartig, bei älteren Fruchtkörpern verkahlend. Der Stiel gleicht in der Farbe dem Hut, er ist lediglich etwas blasser dunkel- bis lederbraun und ist im oberen Teil von einem sehr feinen weiß- bis hellbräunlichen Netz bedeckt. Die Röhren sind zunächst weißlich und färben sich mit zunehmendem Alter über cremefarben nach grüngelb um. Die Poren sind jung kaum wahrnehmbar und gleichen farblich den Röhren.

## Ökologie
Der Bronze-Röhrling bevorzugt in Deutschland wärmebegünstigte Eichen-Hainbuchen-Mischwälder, Eichenwälder und Buchenwälder, kann gelegentlich aber auch in Parks, Friedhofsanlagen und ähnlichen Biotopen gefunden werden. Während im Mittelmeerraum die meisten Funde von sauren Böden stammen, kommt der Bronze-Röhrling in Mitteleuropa meist auf neutralem und basischem Untergrund vor. Dabei bevorzugt er trockene bis frische, lehmige Standorte und meidet nassen Untergrund. Wie alle Dickröhrlinge ist der Bronze-Röhrling ein Mykorrhizabildner, wobei in Mitteleuropa nur Laubbäume in Betracht kommen. Dort wächst er überwiegend unter Eichen, deutlich seltener bei Buchen. Die Fruchtkörper erscheinen in Deutschland von Juli bis September.

## Verbreitung
Die Art ist in mediterranen bis gemäßigten Gebieten in Europa und Nordamerika verbreitet. In Nordamerika liegt der Verbreitungsschwerpunkt im Süden, besonders in Florida. In Europa kommt der Bronze-Röhrling im Verbreitungsgebiet von Eiche und Buche vor. In Deutschland ist er im Süden zerstreut, im Norden eher selten zu finden.

### Gefährdung
Aufgrund des Wachstums in wärmebegünstigten, älteren Eichen- und Buchenwäldern sowie des sehr zerstreuten Vorkommens, wobei häufig nur einzelne Fruchtkörper gebildet werden, steht der Bronze-Röhrling in Deutschland auf der Vorwarnliste, in Bayern gilt er als gefährdet. Er steht unter Artenschutz und darf nicht gesammelt werden. Deshalb wurde die Art von der Deutschen Gesellschaft für Mykologie 2008 zum Pilz des Jahres gewählt. Damit wurde nach dem Satans-Röhrling bereits zum zweiten Mal eine Art aus der Gattung der Dickröhrlinge zum Pilz des Jahres gekürt.